# هوي غلوفر
هوي غلوفر هو لاعب هوكي الجليد كندي، ولد في 14 فبراير 1935 في تورونتو في كندا.

## وصلات خارجية
- هوي غلوفر على موقع دوري الهوكي الوطني (الإنجليزية)
- هوي غلوفر على موقع قاعة مشاهير الهوكي (لاعب أن.إتش.أل) (الإنجليزية)
- هوي غلوفر على موقع EliteProspects.com (الإنجليزية)
- هوي غلوفر على موقع HockeyDB.com (الإنجليزية)
- هوي غلوفر على موقع Hockey-Reference.com (الإنجليزية)